# Stanstead Brook
Der Stanstead Brook ist ein Wasserlauf in Essex, England. Er entsteht östlich von Elsenham aus zwei kleineren unbenannten Zuflüssen. Er fließt in westlicher Richtung durch Stansted Mountfitchet, um westlich des Ortes in den River Stort zu münden.